# Швальмталь (Гессен)
Швальмталь (нем. Schwalmtal) — община в Германии, в земле Гессен. Подчиняется административному округу Гиссен. Входит в состав района Фогельсберг. Население составляет 2853 человека (на 31 декабря 2010 года). Занимает площадь 54,21 км².